# Tracerie

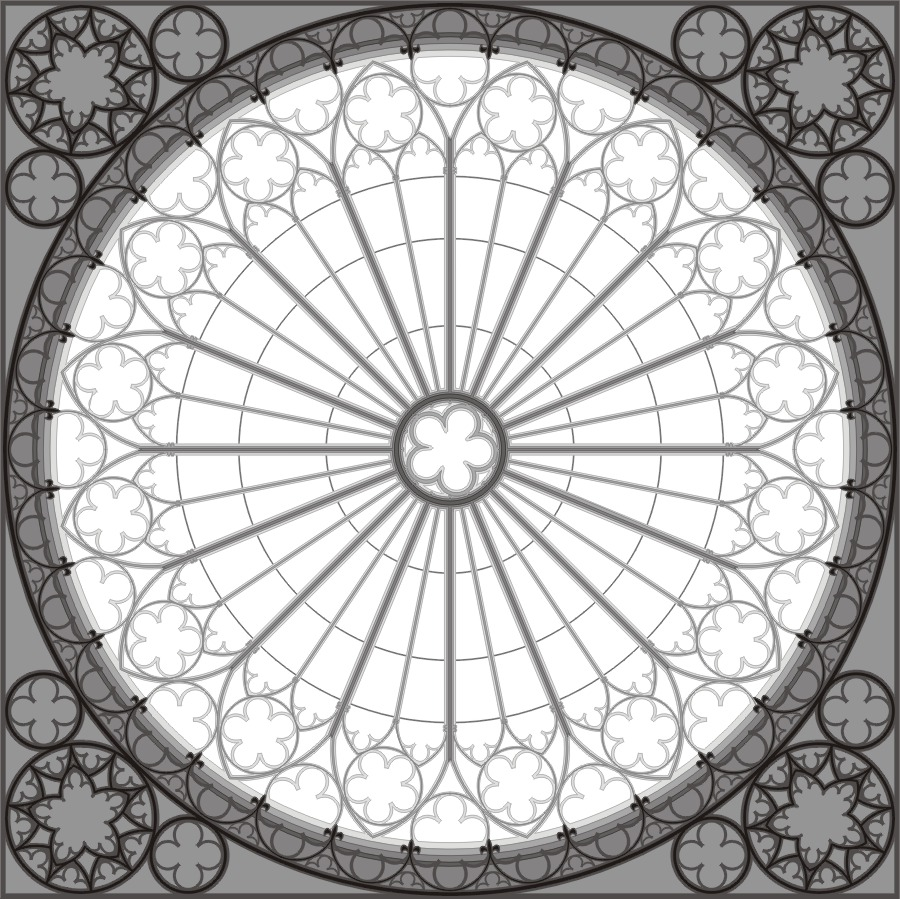
Tracerie en rosette à Notre-Dame de Strasbourg.

Une tracerie est une décoration en forme de toile autour de fenêtres dans l'architecture gothique. Un autre terme plus fréquemment employé est « remplage », qui désigne un réseau de pierre garnissant l'intérieur d'une fenêtre ou d'une rose dans l'architecture gothique.

### Articles liés
- Remplage
- Glossaire de l'architecture